# Ainhoa Artolazábal
Ainhoa Artolazábal Royo (nascida em 6 de março de 1972) é uma ex-ciclista espanhola que representou a sua nação na prova de estrada nos Jogos Olímpicos de 1992 em Barcelona, Espanha.